# انسداد المريء بالبلعة الطعامية
انسداد المريء بالبلعة الطعامية، حالة طبية إسعافية ناتجة عن انسداد المريء بسبب ابتلاع جسم غريب.
يرتبط عادةً بالأمراض التي تسبب تضيق في لمعة المريء، مثل التهاب المريء اليوزيني، وحلقات تشاتزكي، والتضيقات الهضمية، والوترات، أو سرطانات المريء؛ ونادرًا ما يمكن رؤيته في اضطرابات حركة المريء، مثل مريء كسارة البندق.
في حين تمر بعض البلعات الطعامية في المريء من تلقاء نفسها أو بمساعدة الأدوية، يتطلب بعضها الآخر استخدام التنظير لدفع الطعام الذي يعيق الطريق إلى المعدة، أو إزالته من المريء. لم تثبت فائدة استخدام الغلوكاغون على الرغم من شيوع استخدامه.

## العلامات والأعراض
يمكن للعديد من الأطعمة أن تستقر في المريء، ولكن الأكثر شيوعًا هي اللحوم مثل الستيك أو لحم الدواجن أو لحم الخنزير ما يؤدي إلى الوصف المميز للظاهرة المعروفة بمتلازمة ستيك هاوس. يُظهر الأشخاص المصابون بالانسداد بالبلعة الطعامية عادةً عسر بلع الحاد (صعوبة في البلع)، وغالبًا ما يصل إلى درجة تنعدم فيها قدرتهم على بلع لعابهم، ما يؤدي إلى سيلان اللعاب. قد يعانون أيضًا من ألم في الصدر، أو آلام في الرقبة، أو ارتجاع الطعام، أو ألم أثناء البلع (بلع مؤلم).
يعد المرضى المصابون بانسداد المريء بالبلعة الطعامية معرضين أيضًا لخطر حدوث مضاعفات، مثل انثقاب المريء والشفط في الرئتين. نتيجة لذلك، يوصى بالعلاج العاجل للمرضى الذين يعانون من مظاهر شديدة الخطورة أو الذين تستمر لديهم الأعراض لفترة طويلة.

## عوامل الخطورة
يحدث الانسداد بالبلعة الطعامية بصورة شائعة بسبب حلقات تشاتزكي، وهي حلقات مخاطية مجهولة السبب في القسم السفلي من المريء. تتراكم المواد الغذائية في المريء بسبب ضيق الحلقة. يُعد التهاب المريء اليوزيني أحد الأسباب الشائعة لانسداد المري بالبلعة الطعامية، وهو اضطراب التهابي في الغشاء المخاطي للمريء، يحدث لسبب غير معروف. يمكن للعديد من التغيرات التي يسببها التهاب المريء اليوزيني أن تؤهب لتراكم البلعات الطعامية؛ وتشمل هذه التغيرات وجود حلقات متعددة وتضيق اللمعة. عند اللجوء إلى توسيع المريء لعلاج مريض يعاني من الانسداد بالبلعة الطعامية، يجب توخي الحذر وتحري سمات التهاب المريء اليوزيني، لأن هؤلاء المرضى معرضون تعرضًا أكبر لخطر المضاعفات المتعلقة بالتوسع.
تشمل الحالات الأخرى التي يحدث فيها استعداد للانسداد بالبلعة الطعامية الوتر المريئي، والناسور الرغامي المريئي أو رتق المريء (تي أو إف/أو أيه) والتضيقات الهضمية. تعد البلعات الطعامية شائعة في سير المرض لدى المصابين بسرطان المريء ولكن يصعب علاجها لأن التنظير الداخلي لدفع البلعة أقل أمانًا. قد تتراكم البلعات الطعامية داخل لمعة الدعامة لدى المرضى الذين وضعوا دعامات معدنية ذاتية التمدد في المريء. نادرًا ما تؤهب اضطرابات حركة المريء، مثل مريء كسارة البندق، للانسداد بالبلعة الطعامية.